# بابیلون (نرم‌افزار)
بابیلون (به انگلیسی: Babylon) یک نرم‌افزار کاربردی در حوضه دیکشنری واژه‌نامه‌ای تک کلیکه و ساخت شرکتی اسرائیلی به همین نام است که با استفاده از آن معانی لغات مورد نظر با یک کلیک بر روی آن واژه مشخص می‌گردد. این نرم‌افزار برای تشخیص کلمات در برنامه‌های مختلف ویندوز چون ورد، اوتلوک، اکسل، اینترنت اکسپلورر و آدوبی ریدر (پرونده‌های پی‌دی‌اف) از روش تشخیص نوری نویسه‌ها یا OCR استفاده می‌کند. این واژه‌نامه با استفاده از پرونده‌های مختلف فرهنگ واژگان که هر یک به یک موضوع اختصاص دارند می‌تواند به یک واژه‌نامهٔ چندمنظوره بر روی رایانهٔ شخصی، تبدیل شود.
پرونده‌های فرهنگ واژگان این نرم‌افزار دارای پسوند BGL هستند که پس از نصب برنامهٔ اصلی امکان افزوده شدن به آن را دارند. نسخهٔ ۹ از این نرم‌افزار مدتی است که از سوی شرکت بابیلون عرضه شده‌است.

## واژه‌نامه‌هاودانشنامه‌هاو خدمات در دسترس
بابیلون شامل واژه‌نامه‌های داخلی است (مثل انگلیسی به انگلیسی، عبری به انگلیسی، انگلیسی به آلمانی، انگلیسی به فرانسه، انگلیسی به اسپانیایی) که بعضاً توسط علاقه‌مندان ساخته شده‌است مثل (اصطلاحات فنی، جک، سرنام‌ها) و بعضی‌ها در مقابل پرداخت پول به فروش می‌رسد (مثل دانشنامه بریتانیکا، واژه‌نامه آکسفورد و واژه‌نامه دانشگاهی وبستر-مریام) این واژه‌نامه یک مبدل متن به صدا دارد که شنیدن تلفظ را به راحتی امکان پیر می‌سازد. شرکت بابیلون ۲۵ واژه‌نامه انگلیسی دارد که هر کس نرم‌افزار اصلی بابیلون را بخرد می‌تواند آن‌ها را روی نرم‌افزار اعمال کرده و از آن‌ها استفاده کند. این واژه‌نامه‌ها بین ۵۰۰۰۰ تا ۱۵۰۰۰۰ کلمه و عبارت دارند و از یک موتور ریشه‌شناسی استفاده می‌کنند که می‌توند صورت‌ها و شکل‌های مختلف کلمه را تشخیص دهد.
همان‌طور که واژه‌نامه‌های بابیلون در درون شرکت طراحی شده‌است کاربران بابیلون نیز ۱۲۰۰ واژه‌نامه ساخته‌اند (بیشتر در طول زمانی که این نرم‌افزار رایگان بوده‌است) که در دسترس کاربران بابیلون قرار دارد. این واژه‌نامه‌ها شامل واژه‌نامه‌های عمومی و واژه‌نامه‌های تک زبانه هستند. این عناوین ۶۰ زبان را پوشش می‌دهند و در زیر ۴۰۰ دسته فهرست شده‌اند که شامل موضوعاتی چون هنر، تجارت، رایانه، بهداشت، حقوق، سرگرمی و ورزش می‌شود که بسیاری از آن‌ها به وسیله کاربران بابیلون ساخته و تحویل شرکت داده شده‌است. همه این واژه‌نامه‌ها به صورت رایگان در صفحه جستجوی سایت بابیلون  بایگانی‌شده  در ۱۱ ژانویه ۲۰۰۹ توسط Wayback Machine یافت می‌شود. بابیلون همچنین با ناشران واژه‌نامه مانند انتشارات دانشگاهی آکسفورد، مریام-وبستر، دانشنامه بریتانیکا، لاروس و… مشارکت می‌کند. واژه‌نامه‌های این ناشران را می‌توان با بهای کمی خرید و از طریق بابیلون از آن‌ها استفاده کرد.
از سال ۲۰۰۶ بابیلون دسترسی به نسخه ایستای ویکی‌پدیا (نسخه‌ای که همراه با ویرایش کاربران به روزرسانی نمی‌شود) را در ۱۳ زبان فراهم آورده‌است. (عربی، چینی، هلندی، انگلیسی، فرانسوی، آلمانی، عبری، ایتالیایی، ژاپنی، کره‌ای، پرتغالی، اسپانیایی و ترکی) بابیلون املین صفحه مقاله ویکی‌پدیا را نشان داده و لینک مستقیم را به این مقاله در سایت ویکی‌پدیا می‌دهد. البته برای دسترسی به این ویژگی باید به اینترنت وصل بوده و تنظیمات بخش کانکشن را در این نرم‌افزار روی پروکسی اتوماتیک قرار داد.
بابیلون همان‌طور که به عنوان یک مترجم استفاده می‌شود باکس ترجمه را نیز به طراحان سایت‌های اینترنتی و درست اندر کاران ارائه می‌دهد. بابیلون همچنین یک سامانه بازیابی اطلاعات را طراحی و به بازار عرضه کرده‌است.
در ماه مه ۲۰۰۸ بابیلون دو سرویس به صورت نسخه آزمایشی در سایت اینترنتی خود قرار داد است که به نرم‌افزار نیاز ندارد: مترجم آنلاین رایگان دوزبانه و واژه‌نامه رایگان آنلاین یک زبانه.

## تاریخچه و چالش‌ها
ایده بابیلون در سال ۱۹۹۵ توسط Amnon Ovadia که می‌خواست یک واژه نامه عبری به انگلیسی را طراحی کند که فرایند ترجمه را قطع نکند مطرح شد. این شرکت در سال ۱۹۹۷ به وسیله Shuki Preminger که به عنوان رئیس منسوب شد و یک سری شرکت‌های دیگر در اسرائیل تأسیس شد. و پروانه انحصاری این نوع نوین ترجمه را در همان سال بدست آورد بابیلون به سرعت رشد کرد و به عنوان شرکت‌های نوآور اسرائیلی در عرصه نرم‌افزار مثل آی سی کیو مطرح شد. یک سال بعد از تأسیس آن یعنی در سال ۱۹۹۸ بابیلون افتخار دارا بودن دو میلیون کاربر در سطح جهان را پیدا کرد که بیشتر در برزیل و آلمان بودند که در آن سال از ۴۲۰۰۰۰ به دو میلیون افزایش داشت. در سال ۲۰۰۰ این شرکت به داشتن ۴ میلیون کاربر تصریح کرد و این نرم‌افزار در لیست نرم‌افزارهای پر دانلود توسط ZDnet France و AOL Germany و Tucows قرار گرفت.
گرفتاری‌های مالی در اوایل دهه اول قرن بیست و یکم موجب بی‌ثباتی و ناپایداری شرکت شد. در بهار سال ۲۰۰۰ بابیلون نتوانست ۲۰ میلیون دلار به دست آورد و این امر موجب شد که آن شرکت برای IPO (اولین پیشنهاد فروش سهام به عموم) ناامید شود. همچنین در سال ۲۰۰۰ بابیلون ۱۵ میلیون نیس (شِکِل جدید اسرائیل) ضرر کرد با فروپاشی Dot-com bubble فشار بیشتری به بابیلون آمد. بابیلون با استفاده از ۴٫۷ میلیون نیس که از طرف شرکت اصلی آن (شرکت مادر، شرکت مرکزی) یعنی Formula Vision به آن اختصاص داده بود سرمایه‌گذاری را ادامه داد.
در نتیجه تلفات مالی این نرم‌افزار از یک نرم‌افزار رایگان به یک نرم‌افزار نسخه adware (نرم‌افزاری که در آن پیام‌های تبلیغاتی به نمایش در می‌آید) تبدیل شد که باعث شد کاربران آن از ضعف تدریجی روح اینترنت شکایت کنند همچنین در نسخه adware قبلی این شرکت یک قسمت جنجال‌برانگیز به نام cydoor به نرم‌افزار اضافه کرده بود که اغلب به عنوان یک جاسوس افزار لحاظ می‌شد و افراد دریافتند شد که در نسخه‌های ۴٫۰ به بعد آثار و ردهای کاربر به وسیله این جاسوس افزار ثبت می‌شود نسخه‌های اخیر جاسوس افزار ندارد. به هر حال پنجره‌های پاپ آپ به‌طور پی در پی از کاربر می‌خواهد که نرم‌افزار را به روز کند. حتی کاربرانی که پروانه (license) دارند می‌بینند که پروانه آن‌ها ابطال شده و پاپ آپ هر روز بالا می‌آید! وقتی نرم‌افزار نصب شد برای یک کاربر عادی سخت است که تمام اجزاء آن را به‌طور کلی نصب زدایی (uninstall) کند. حتی بعد از نصب زدایی صفحه خانگی بابیلون به عنوان صفحه خانگی پیش‌فرض در مرورگر کاربر وجود دارد.
حتی بعد از خرید پروانه هیچ ضمانتی نیست که برنامه درست به کار خود ادامه دهد. به عنوان مثال بعد از ایجاد یک حساب کاربری، برنامه به‌طور خودکار با آن حساب کاربری جدید شروع می‌شود. سپس بابیلون پیام می‌دهد که آن حساب کاربری قبول شده‌است و چند روز بعد، برنامه با هیچ‌یک از حساب‌های کاربری خود نمی‌تواند کار کند. پشتیبانی فنی معمولاً کمکی نمی‌کند! قیمت این نرم‌افزار هم‌اکنون ۵۰ دلار است. البته در ایران که از نسخه کرک شده‌استفاده می‌شود این مشکلات وجود ندارد.
جدیدترین نسخهٔ بابیلون در حال حاضر ۱۰ می‌باشد.

## اطلاعات مربوط به شرکت
بابیلون در ۱۹۹۷ تأسیس شد و با همان نام به کار ترجمه ادامه داد. اولین پیشنهاد فروش سهام این شرکت به عموم در سال ۲۰۰۷ روی داد و در بازار بورس اوراق بها دار تل آویو تحت نشان BBYL فروخته شد. بزرگترین سهامداران این شرکت Noam Lanir و Reed Elsevier و مؤسس شرکت یعنی Amnon Ovadia هستند. بخشهایی از این نرم‌افزار از سوی ابزارهای شرکت مایکروسافت به عنوان نرم‌افزار (بدافزار)های جاسوسی شناسایی شده‌اند.
بهر حال در صورت حذف نرم‌افزار، این بدافزارها به فعالیت خود در سیستم‌ها ادامه خواهند داد و غالباً توسط نرم‌افزارهای محافظت از سیستم نیز شناسایی نمی‌گردند.
این لغت‌نامه به دلیل بحث‌های زیاد در مورد دارا بودن بدافزارهای جاسوسی و کشور سازنده آن (اسرائیل) در ایران تحریم می‌باشد.

## بابیلون بیلدر
بابیلون بیلدر برنامه‌ای رایانه‌ای است برای ساخت پرونده‌های فرهنگ واژگان با قالب بی‌جی‌ال (Bgl) برای واژه‌نامه رایانه‌ای بابیلون. پرونده‌های آن با قالب جی‌ال‌اس (Gls) ذخیره می‌شوند.

## نسخه‌ها
- نسخهٔ ۳: در این نسخه کیفیت گرافیک رابط کاربری نرم‌افزار بسیار پایین بود و یکی از ایرادهای موجود در این نسخه این بود که امکان نصب بیش از ۲۵ پروندهٔ فرهنگ واژگان وجود نداشت.
- نسخهٔ ۴: کیفیت گرافیک رابط کاربری نسبت به نسخهٔ قبل کمی بهتر شد و در این نسخه کاربر می‌تواند تا ۳۰ پروندهٔ فرهنگ واژگان را نصب کند. در این نسخه برای نصب هر پروندهٔ فرهنگ واژگان به یک شمارهٔ سریال احتیاج بود.
- نسخهٔ ۵: کیفیت گرافیک رابط کاربری این نسخه عالی است. با این حال یک مورد مشکل در آن مشاهده شده‌است و آن هم ممکن نبودن ترجمه واژگان از زبانی غیر اروپایی (مانند فارسی) به سایر زبانها است.
- نسخهٔ ۵٫۰٫۶: نسخه‌ای از این نرم‌افزار است و تاکنون هیچ مشکلی در آن دیده نشده‌است. البته نسخه کرک شده آن
- نسخهٔ ۶: در آن امکاناتی مانند ترجمه متن و استفاده از ویکی‌پدیا و لغت‌نامه‌های بیشتر اضافه شد.
- نسخه ۷: از این نسخه به بعد امکان تغییر تم نیز اضافه شد.
- نسخه ۸: امکان تلفظ بدون نصب افزونه و سازگاری با مرورگر فایرفاکس اضافه گشت.

## تاریخچه نسخه‌ها
- Babylon 10.0 January 13 2013
- Babylon 8.0.36 2009
- Babylon 7.5.2 Decmber 31 2008
- Babylon 7.0.0 October 11 2007
- Babylon 6.0.3 July 16 2007
- Babylon 6.0.2 June 27 2007
- Babylon 6.0.1 December 4 2006
- Babylon 6.0.0 April 30 2006
- Babylon Pro 5.0.6 November 29 2005
- Babylon Translator PRO 4.0.3 2004
- Babylon Translator PRO 3.2 2000
- Babylon Translator 3.1 2000
- Babylon Translator 3.0 2000
- Babylon Translator 2.2.30 2000

Changelog